# Дальс-Ед (комуна)
Комуна Дальс-Ед (швед. Dals-Eds kommun) — адміністративно-територіальна одиниця місцевого самоврядування, що розташована в лені Вестра-Йоталанд у південно-західній Швеції.
Дальс-Ед 136-а за величиною території комуна Швеції. Адміністративний центр комуни — місто Ед.

## Населення
Населення становить 4 665 чоловік (станом на вересень 2012 року). 
| Кількість населення комуни Дальс-Ед за 1970-2010 роки | Кількість населення комуни Дальс-Ед за 1970-2010 роки | Кількість населення комуни Дальс-Ед за 1970-2010 роки | Кількість населення комуни Дальс-Ед за 1970-2010 роки | Кількість населення комуни Дальс-Ед за 1970-2010 роки |
| ----------------------------------------------------- | ----------------------------------------------------- | ----------------------------------------------------- | ----------------------------------------------------- | ----------------------------------------------------- |
| Рік                                                   |                                                       |                                                       | Населення                                             |                                                       |
| 1970                                                  | 1970                                                  |                                                       | 4 986                                                 | 4 986                                                 |
| 1975                                                  | 1975                                                  |                                                       | 5 252                                                 | 5 252                                                 |
| 1980                                                  | 1980                                                  |                                                       | 5 287                                                 | 5 287                                                 |
| 1985                                                  | 1985                                                  |                                                       | 5 362                                                 | 5 362                                                 |
| 1990                                                  | 1990                                                  |                                                       | 5 416                                                 | 5 416                                                 |
| 1995                                                  | 1995                                                  |                                                       | 5 287                                                 | 5 287                                                 |
| 2000                                                  | 2000                                                  |                                                       | 5 047                                                 | 5 047                                                 |
| 2005                                                  | 2005                                                  |                                                       | 4 891                                                 | 4 891                                                 |
| 2010                                                  | 2010                                                  |                                                       | 4 692                                                 | 4 692                                                 |
| Джерело: SCB                                          |                                                       |                                                       |                                                       |                                                       |

## Населені пункти
Комуні підпорядковано 1 міське поселення (tätort) та 1 сільське:
- Ед (Ed)
- Гобуль (Håbol)

## Галерея

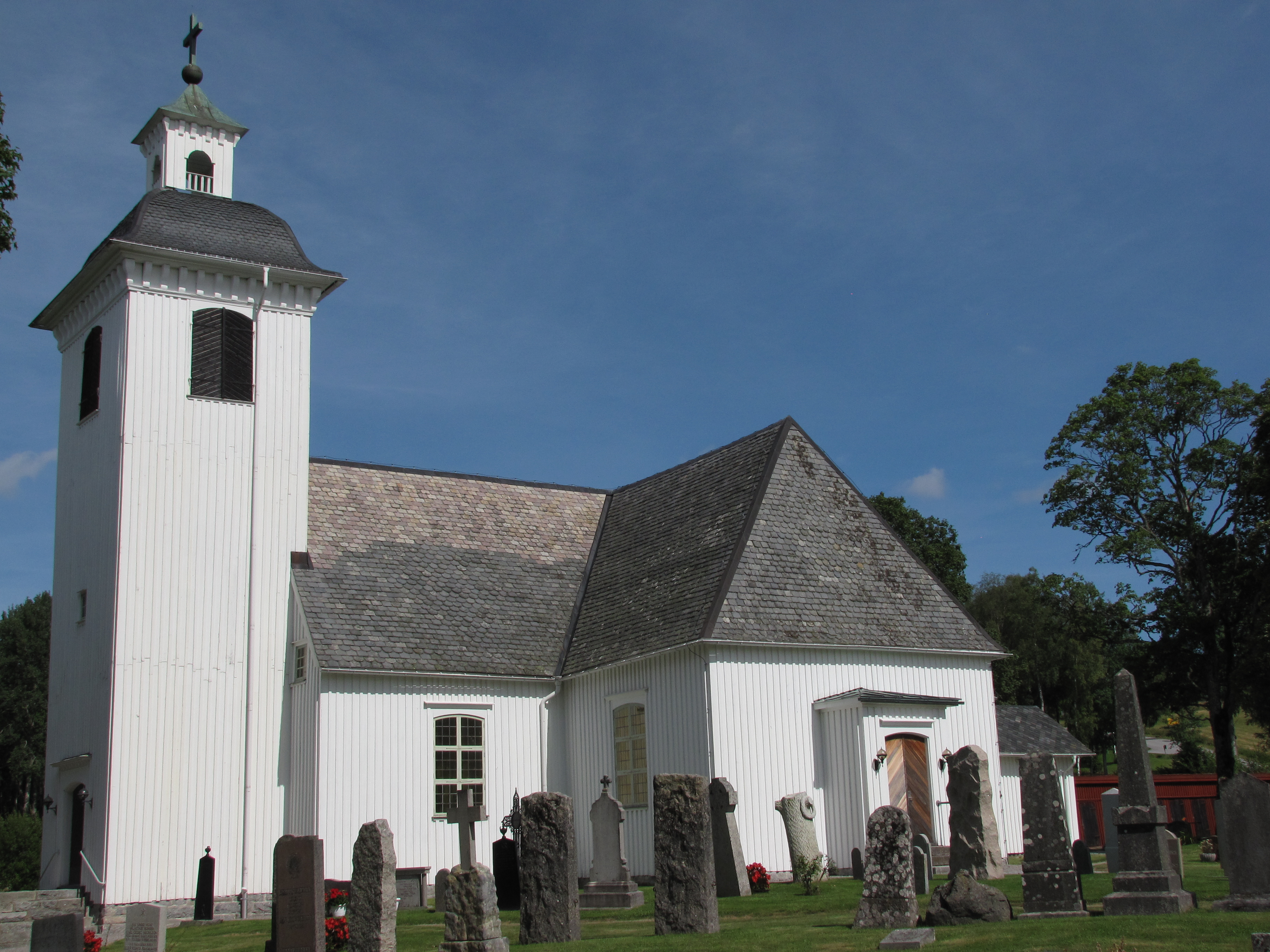
Церква (Гобуль)
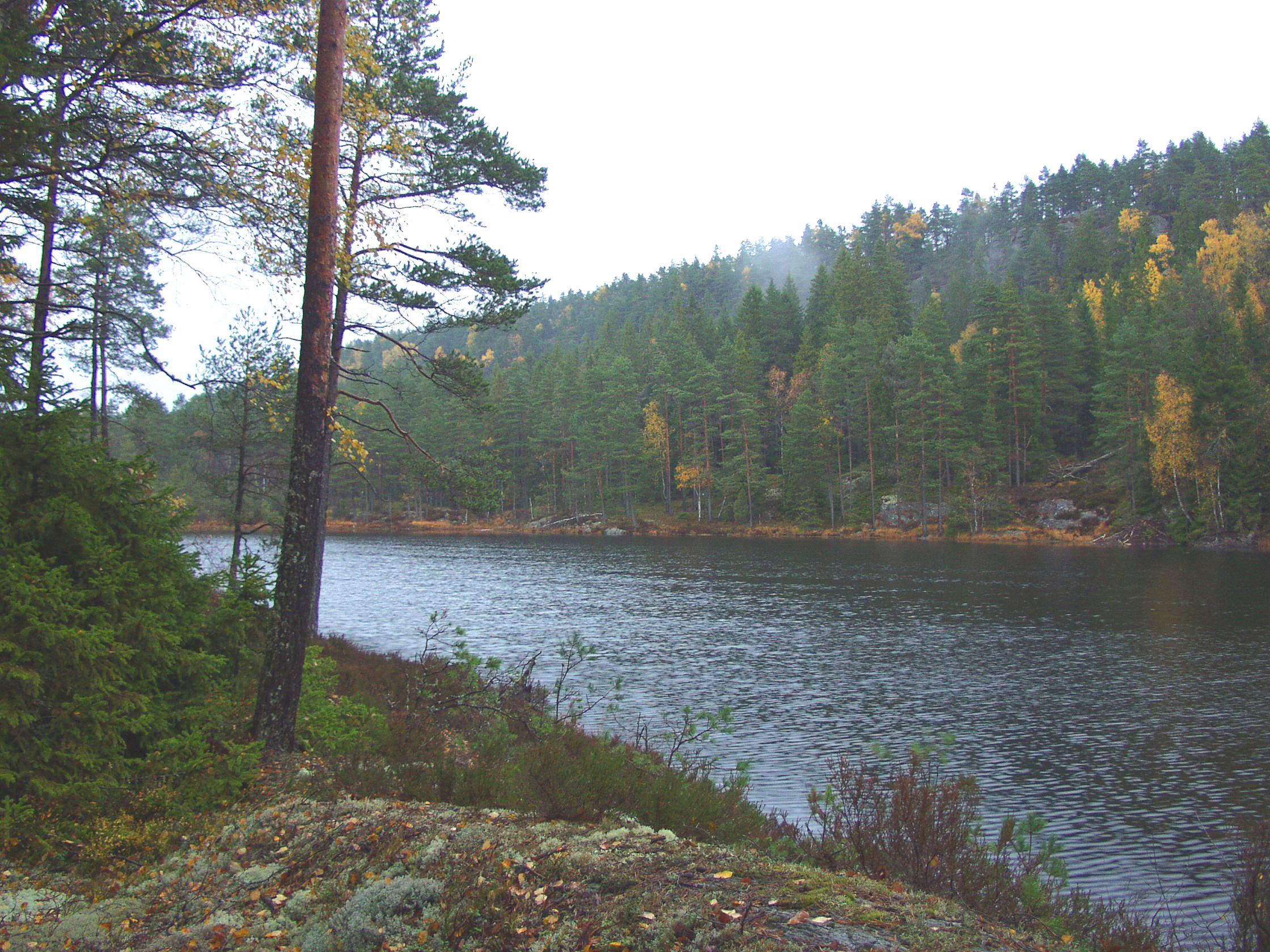
Озеро Ланґечерн
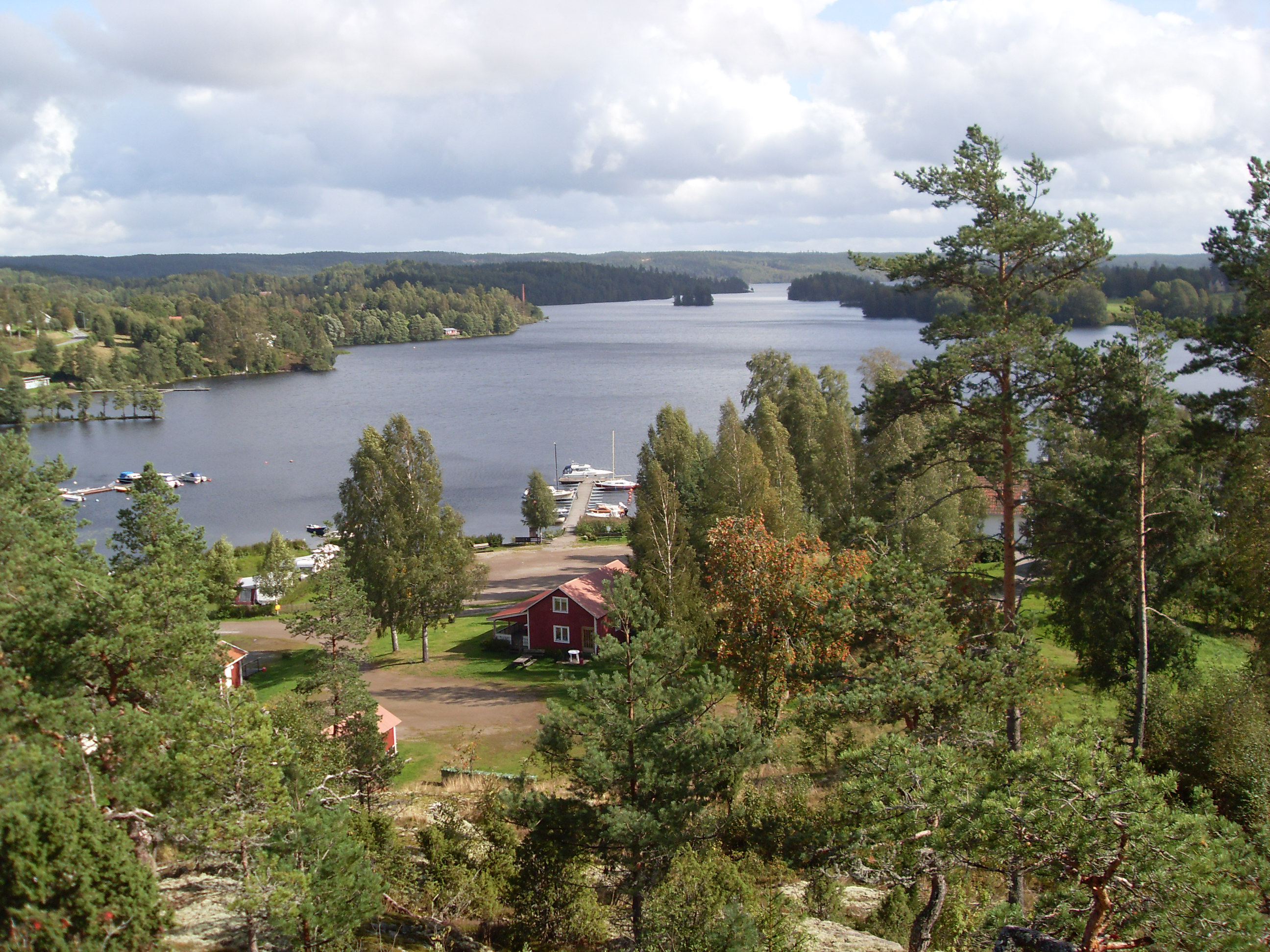
Затока Нессемарк

## Виноски
1. ↑  https://www.sverigesradio.se/artikel/798432
2. ↑  Folkmangd i riket, lan och kommuner (шв.) . Центральне бюро статистики Швеції. Архів оригіналу за 20 серпня 2013. Процитовано 26 лютого 2013.